# Tobias Krantz
Tobias Kjell Bertil Krantz, född 7 april 1971 i Jönköping, är en svensk statsvetare och tidigare politiker (folkpartist). Han var ordinarie riksdagsledamot 2002–2010 och högskole- och forskningsminister 2009–2010. 
Krantz blev 2002 filosofie doktor i statskunskap vid Uppsala universitet på en doktorsavhandling om regiondebatten i Sverige.

## Politisk karriär
Krantz var vice ordförande för Liberala ungdomsförbundet 1996–1999 och har medverkat på Upsala Nya Tidnings ledarsida. Han var ledamot av Folkpartiets partistyrelse 2007–2011 och adjungerad ledamot av partiledningen 2009–2010.
Krantz var ordinarie riksdagsledamot för Folkpartiet liberalerna 2002–2010, invald för Jönköpings läns valkrets. Han var ledamot av konstitutionsutskottet 2002–2006, socialförsäkringsutskottet 2006–2007 och socialutskottet 2007–2009. Han har även varit suppleant i civilutskottet, kulturutskottet, näringsutskottet och EU-nämnden. Under sin tid i riksdagen var han bland annat partiets talesman i konstitutionella frågor, socialförsäkringsfrågor respektive socialpolitiska frågor. Han var från 17 juni 2009 till 5 oktober 2010 Sveriges högskole- och forskningsminister.
Som företrädare i konstitutionsutskottet deltog Krantz i granskningen av den dåvarande socialdemokratiska regeringens hantering av tsunamikatastrofen och arbetade för ökad öppenhet i utnämningspolitiken. I egenskap av socialpolitiker väckte han tanken om och var med om att driva igenom den prestationsbundna vårdgarantin och drev på för bättre villkor för samhällets mest utsatta barn. Under det år som Krantz var minister genomfördes en rad reformer av den högre utbildningen och forskningen, bland annat: ökad frihet för universitet och högskolor, nytt kvalitetssystem för den högre utbildningen, avgifter för utländska studenter (studenter utanför EU/EES), höjda studiemedel, förstärkt forskarinflytande i Vetenskapsrådet och slopad könskvotering till högskolan. Sommaren 2010 presenterade Forskningsberedningen under Krantz ledning en rapport med ett antal förslag för svensk forsknings framtid.

## Efter politiken
I maj 2011 blev Krantz chef för utbildning, forskning och innovation vid Svenskt Näringsliv.
2016 utsågs han till styrelseordförande för World Skills Sweden AB. World Skills Sweden är ett samarbete mellan Svenskt Näringsliv, LO och staten genom Skolverket, Utbildningsdepartementet och Myndigheten för yrkeshögskolan. Syftet är att höja kvaliteten på och öka intresset för yrkesutbildning. 2017 valdes han till styrelseordförande för WaterAid Sverige. WaterAid är en internationell organisation vars mål är att förändra livet för de fattigaste och mest marginaliserade människorna genom att förbättra tillgången till rent vatten, sanitet och hygien. WaterAid har funnits i Sverige sedan 2009. Krantz är också ledamot av den internationella organisationens styrelse.
Efter sin tid i politiken har Krantz också haft flera uppdrag i styrelser och utredningar, bland annat som ledamot av styrelsen för Örebro universitet 2016–2017, ledamot av 2015 års skolkommission 2015–2017 och ledamot av styrelsen för forskningsinstitutet Ratio 2012–2017.  

## Privatliv
Krantz är uppvuxen i Bankeryd i Jönköpings län. Han är gift med Anna Grönlund Krantz, före detta riksdagsledamot för Folkpartiet, och har två barn.